# 铜盘岛
铜盘岛是浙江省瑞安市大北列岛中北部的一个岛屿，与长大山、王树段、荔枝山等岛屿共属东山街道铜盘行政村，村委会驻在该岛上。1996年2月温州市人民政府公布7岛和附近海域为温州市市级风景名胜区，名为“铜盘岛风景名胜区”。铜盘岛山海风光秀丽，历史上曾为海防重地，明清海禁时期驻有军队，因此曾经被称作营盘山。有30多处景点。